# مبيمبا سيلا
مبيمبا سيلا (14 يوليو 1982 بكوناكري في غينيا - ) هو لاعب كرة قدم غيني في مركز الدفاع. شارك مع منتخب غينيا لكرة القدم. أما مع النوادي، فقد لعب مع نادي فاسلوي ونادي مبومالانجا بلاك أسأت وFC Progresul București ‏ وماريتزبرغ يونايتد ‏ وAfrican Warriors F.C. ‏ وPSIR Rembang ‏ وPersipro 54 ‏.
- مبيمبا سيلا على موقع قاعدة بيانات كرة القدم.إي يو (الإنجليزية)
- مبيمبا سيلا على موقع Soccerway.com (الإنجليزية)
- مبيمبا سيلا على موقع عالم كرة القدم.نت (الإنجليزية)